# Munburra bulbicornis
Munburra bulbicornis är en tvåvingeart som beskrevs av Daniel J. Bickel 2006. Munburra bulbicornis ingår i släktet Munburra och familjen dansflugor. Inga underarter finns listade i Catalogue of Life.